# Speleomantes ambrosii
Il geotritone di Ambrosi (Speleomantes ambrosii Lanza, 1954) è un anfibio urodelo della famiglia Plethodontidae, endemico dell'Italia.
Il nome è un omaggio ad Augusto Cesare Ambrosi (1919–2003), storico e archeologo toscano, scopritore
della specie.

## Distribuzione
È specie endemica di una ristretta zona della Liguria orientale e della Toscana settentrionale. L'areale della specie comprende solo la porzione orientale della provincia di Genova e le province della Spezia e Massa Carrara.
In passato sono state erroneamente attribuite a questa specie anche le popolazioni di Speleomantes strinatii della Francia sud-orientale e di alcune zone d'Italia settentrionale.